# Ligne d'Annecy à Albertville
La ligne d'Annecy à Albertville est une ancienne ligne de chemin de fer française non électrifiée, à écartement standard et à voie unique, située en région Auvergne-Rhône-Alpes, entre les départements de Haute-Savoie et de Savoie. Ouverte au trafic voyageurs de 1901 à 1938, elle est aujourd'hui déclassée et partiellement reconvertie en piste cyclable, la voie verte du lac d'Annecy.
Entre Annecy et Ugine, son emprise est utilisée par la piste cyclable. La voie ferrée subsiste entre Ugine et la gare d'Albertville seulement pour les trains qui transportent des marchandises (vers l'usine Ugitech).
Elle constitue la ligne no 898 000 du réseau ferré national.

## Histoire

### Concession, travaux et ouverture
Entre mai et juin 1856, le projet d'une ligne de chemin de fer reliant Annecy à Albertville est proposé. Le royaume de Piémont-Sardaigne concède une ligne « d'Ayton sur Annecy par Albertville » à la Compagnie du chemin de fer Victor-Emmanuel par une loi le 15 août 1857. La deuxième guerre d'indépendance de 1859 diffère sa réalisation. À la suite du rattachement de la Savoie à la France en 1860, le traité de Turin oblige la France à poursuivre l'élaboration de cette ligne,. Il faut attendre qu'une convention soit signée le 1er mai 1863, et approuvée par décret le 27 mai 1863, entre le Ministre de l'agriculture, du commerce et des travaux publics et la Compagnie du chemin de fer Victor-Emmanuel pour dégager la compagnie de l'obligation de créer cette ligne.
La loi du 17 juillet 1879 portant classement de 181 lignes de chemin de fer dans le réseau des chemins de fer d’intérêt général retient en no 126 une ligne « d'Albertville à Annecy ». Le projet n’aboutit pas malgré les discussions au Conseil général de la Haute-Savoie. La ligne est finalement déclarée d'utilité publique par la loi du 21 août 1882,,.
Elle est concédée à la Compagnie des chemins de fer de Paris à Lyon et à la Méditerranée (PLM) par la loi du 2 août 1886,.
Les travaux débutent en juillet 1897 et l'inauguration se déroule finalement le 3 juin 1901, après 45 ans de tractations,.

### Exploitation
Le trajet dure entre 1 h 15 et 2 h 30 selon les trains.
En 1937, en comptant les circulations saisonnières, on note 22 circulations pour les deux sens.

### Fermeture progressive de la ligne
La ligne ferme au trafic voyageurs le 5 ou 15 mai 1938, à l'exception d'un train en partance d'Albertville pour les ouvriers d'Ugine qui perdure jusqu'en 1953 ; la circulation de trains de marchandises décline progressivement, dès 1953 à Saint-Jorioz et jusqu'en 2008 pour la zone industrielle d'Annecy.
La portion entre Saint-Jorioz et l'usine Bozel-Malétra, située au point kilométrique 15,322 (voir schéma de la ligne), est neutralisée le 1er avril 1953, puis déclassée le 13 février 1964 ; la section entre la zone industrielle de Vovray et Saint-Jorioz est neutralisée le 1er août 1966, puis déclassée le 26 juillet 1969 ; la section entre l'usine Bozel-Malétra et Ugine ferme le 22 janvier 1989 et est déclassée le 20 mai 1999,.

### La voie verte du lac d'Annecy

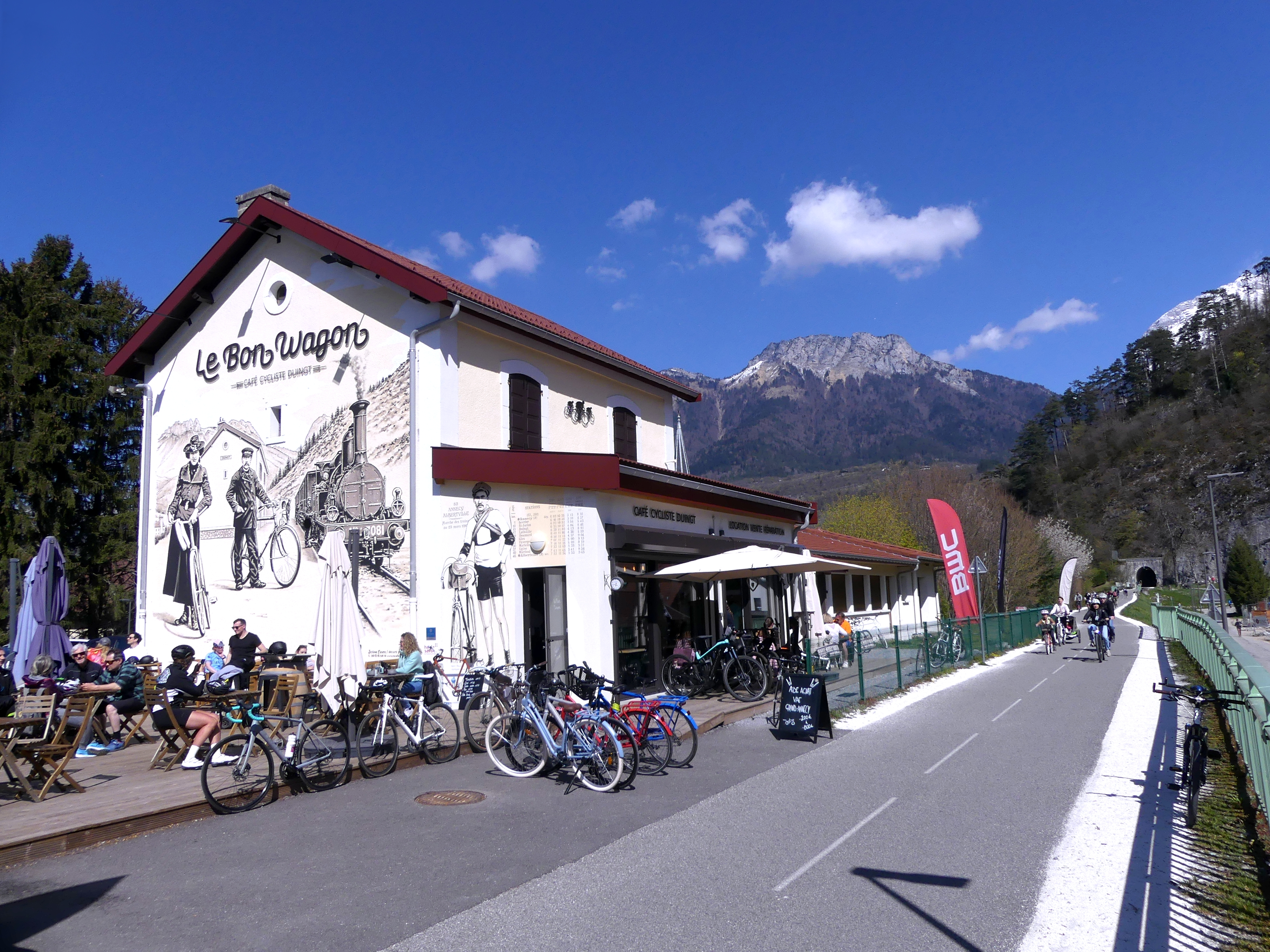
Ancienne gare de Duingt réhabilitée.

En 1974, un premier tronçon entre Annecy et Bredannaz est converti en piste cyclable : c'est la naissance de la voie verte du lac d'Annecy.
En 2005, il en est de même pour le tronçon situé entre Bredannaz et Ugine.

### Exploitation entre Ugine et Albertville

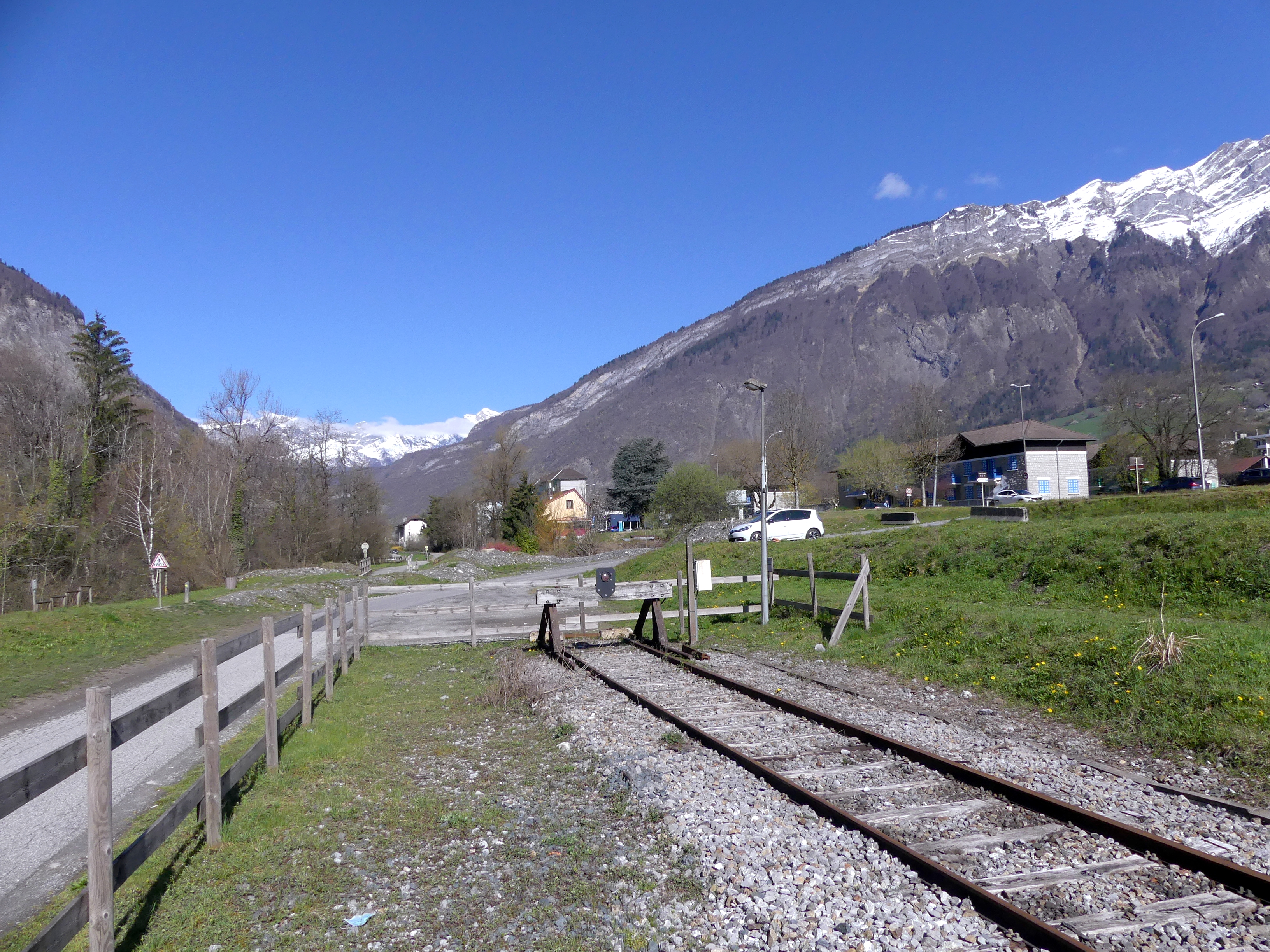
Extrémité de la ligne à Ugine.

La seule portion de la ligne qui n'ait jamais été fermée se situe entre les gares d'Ugine et Albertville, soit environ 7 km. Ce tronçon a toujours été exploité par l'usine Ugitech.
A l'été 2021 débutent des travaux de rénovation de la voie ferrée pour une durée de 3 ans. Ils consistent à renouveler la voie et les éléments qui la constituent (ballast, traverses, rails, ouvrages de drainage, etc.).
L'objectif est de pérenniser la ligne de fret, indispensable à Ugitech, qui transporte 120 000 tonnes de marchandises chaque année. L'impact écologique lié à la réduction de la circulation de camions, la sécurité et la rentabilité du mode de transport ferroviaire justifient l'investissement de 4,9 M€ de la part de l’État, la Région, la communauté d'agglomérations Arlysère et SNCF Réseau,,.
Un second objectif est d'étudier la réouverture du transport de voyageurs, tout d'abord entre Albertville et Ugine, puis entre Ugine et la Haute-Savoie.

### Projet de tram-train
En 2015, l’association Rail Dauphiné Savoie Léman dépose un dossier et une pétition en ligne en faveur d'un tram-train à voie unique sur le tracé de l'ancienne voie ferrée. Ce projet, estimé à 250 M€, vise à relier Annecy à Albertville afin de désengorger le trafic routier ; en effet, cette liaison très fréquentée ne peut se faire que par emprunt des anciennes routes nationales 508 et 212, régulièrement saturées. Le projet de tram-train vient donc se placer comme alternative écologique et économique, face à la possible construction d'un tunnel au Semnoz, finalement abandonnée à la faveur des élections municipales de 2020,.
En 2019, les élus de la communauté de communes du Grand Annecy, ainsi qu'un rapport de la Commission nationale du débat public, se disent favorable à sa construction,,. Tout au long de l'année 2021, la nouvelle majorité de l'assemblée communautaire du Grand Annecy revient sur la décision, estimant le projet trop coûteux et peu adapté à la demande jugée insuffisante, préférant un BHNS sur une voirie réservée à ce mode de transport.

## Tracé
Le tracé de la ligne comporte plusieurs ouvrages d'art :
- le tunnel de la Puya, d'une longueur de 1 526 mètres, qui permet de franchir l'extrémité septentrionale du Semnoz en sortie d'Annecy ;
- le tunnel de Duingt, d'une longueur de 188 mètres, qui permet de franchir l'extrémité septentrionale du Taillefer ;
- le tunnel d'Albertville, qui permet de franchir les contreforts de la dent de Cons ;
- deux viaducs sur la Chaise.

Le tracé de la ligne est majoritairement plat, le point culminant se trouve près de Faverges à 506,01 m d'altitude ; quelques kilomètres après, la ligne s'engage sur sa portion présentant la plus forte déclivité (20 ‰) ; le point le plus bas se trouve à Albertville à 338 m d'altitude,.
Les gares et haltes desservies étaient :

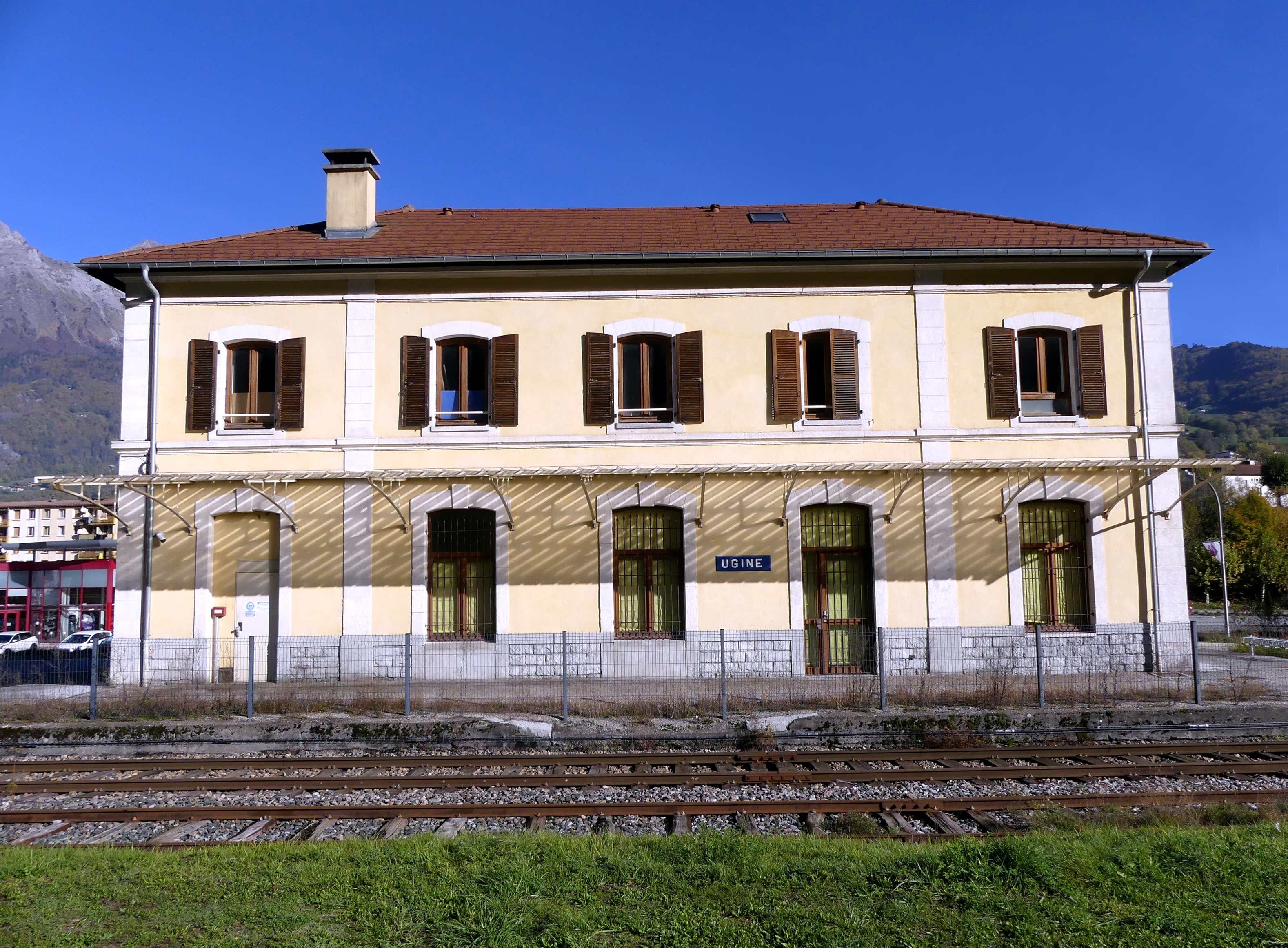
Ancienne gare d'Ugine.

- la gare d'Annecy (terminus)
- la gare de Sevrier
- la gare de Saint-Jorioz
- la gare de Duingt
- la gare de Lathuile
- la gare de Doussard
- la halte de Giez
- la gare de Faverges
- la gare de Marlens
- la gare d'Ugine
- la halte de Marthod
- la gare d'Albertville (terminus)

## Matériel roulant
De 1901 à 1910, les locomotives engagées étaient des modèles T030 "Bourbonnais".

Vers 1910, elles sont remplacées par des locomotives de type 031 du PLM (série 3001 à 3140), construites à Florisdorf et aux ateliers de Wiener Neustadt, en Autriche. Elles étaient probablement stationnées à Albertville.

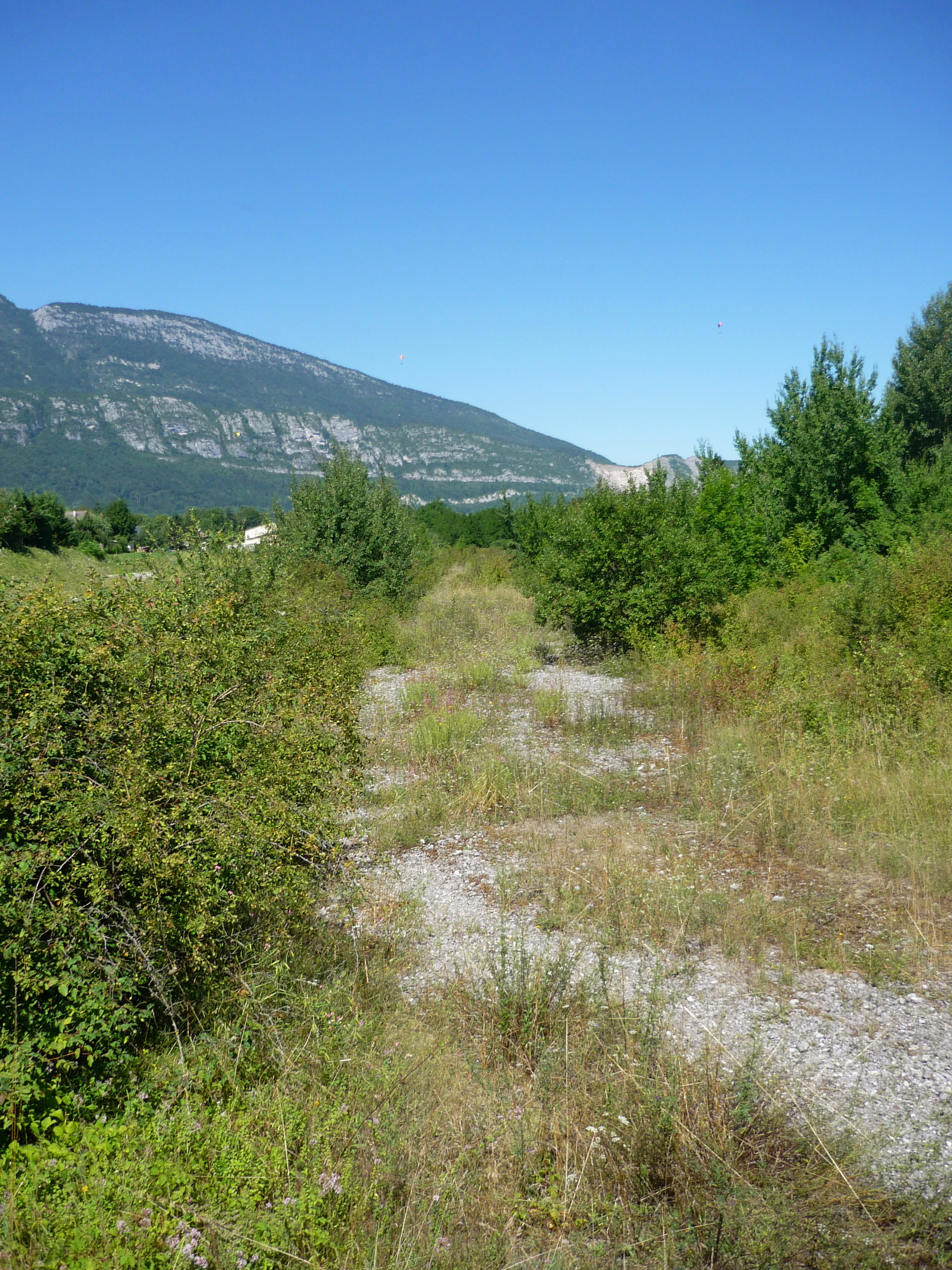
Vue à Doussard de l'ancienne ligne d'Annecy à Albertville.
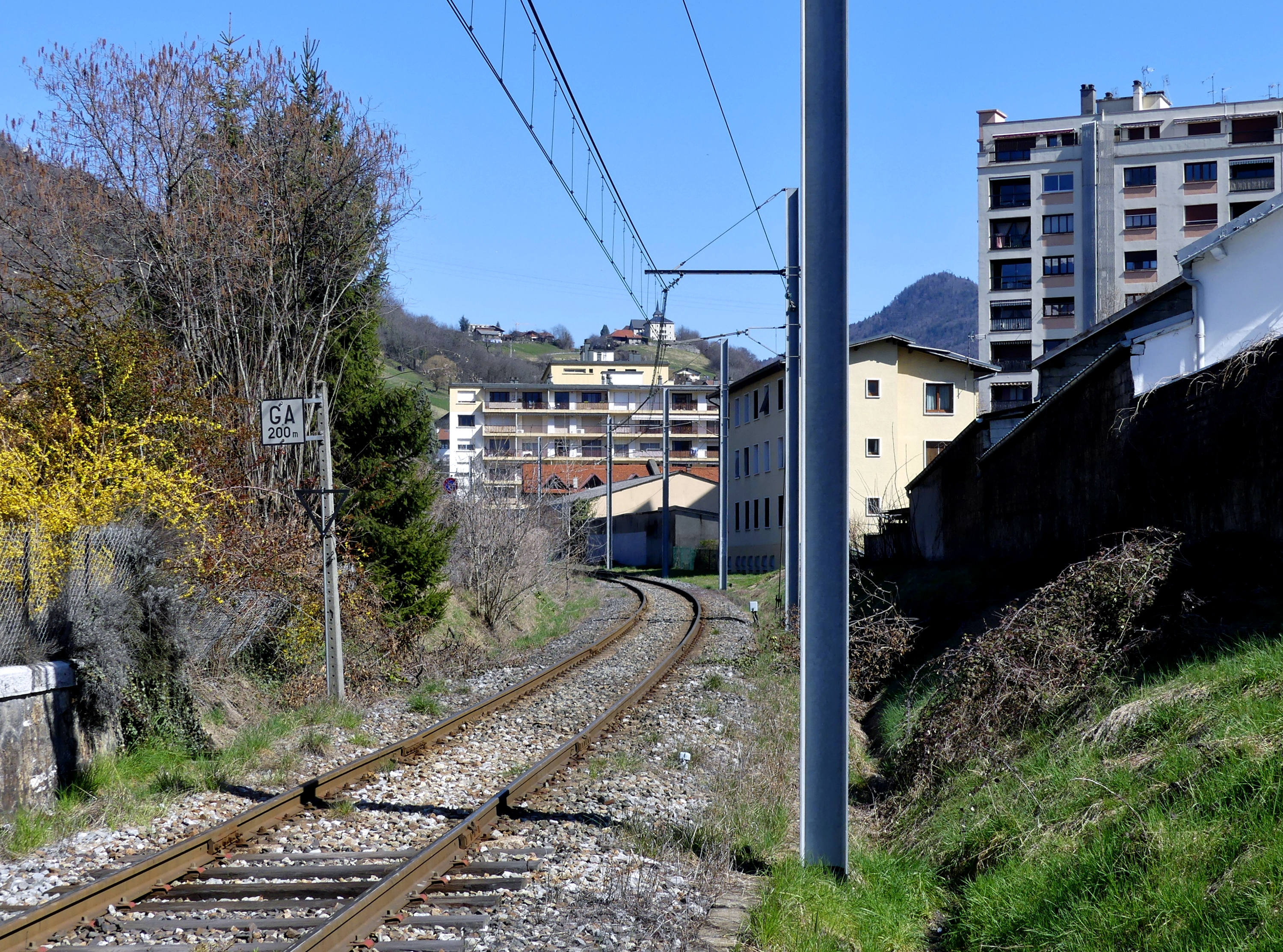
Tronçon de ligne non déposé entre Albertville et Ugine.
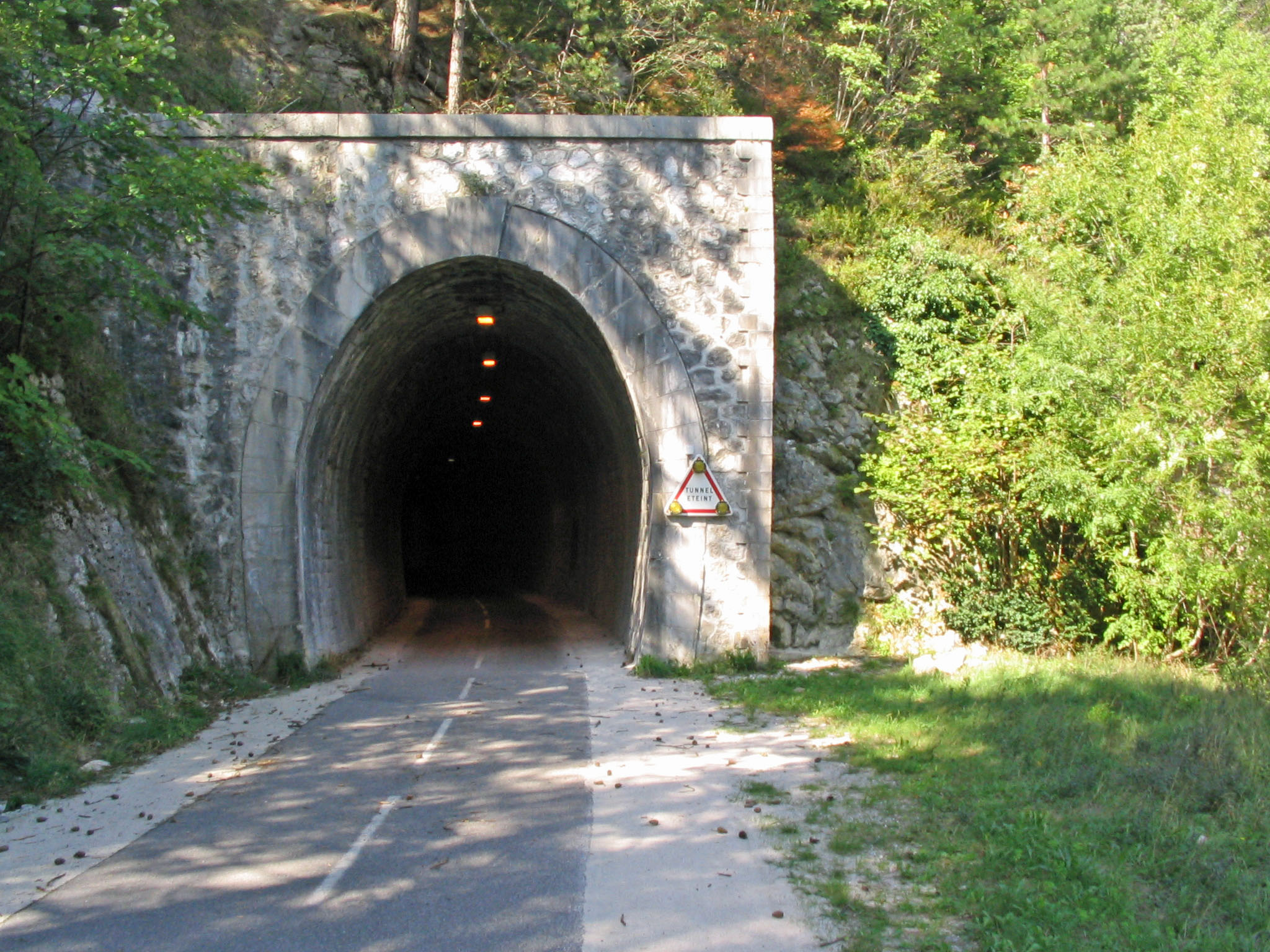
Tunnel de Duingt, passage actuel de la voie verte du lac d'Annecy.